# Słonka (typ jachtu)

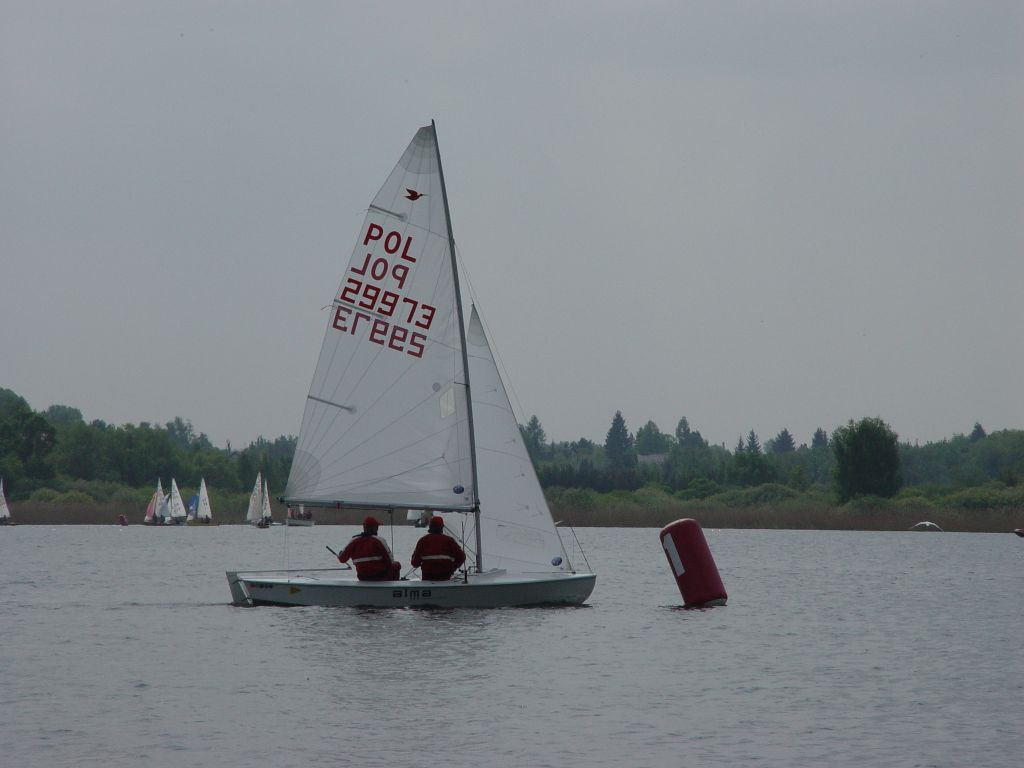
Jacht Słonka na jeziorze Kierskim

Słonka – dwuosobowy slup mieczowy. Międzynarodowa klasa monotypowa.

## Historia
Został zaprojektowany w 1931 przez Amerykanina Williama Grosby. Jego znakiem jest sylwetka lecącej słonki. Monotypowa, dwuosobowa, międzynarodowa klasa jachtów. Ma kadłub skośno denny z drewna lub żywic poliestrowych. Ożaglowanie bermudzkie (10 m². ): fok (3,50 m²), grot (6,50 m²). Dzięki wadze 204 kg jacht stabilny.
W Polsce klasa bardzo popularna w latach 50 XX wieku. Do najlepszych polskich żeglarzy w tej klasie należała w tamtych czasach rodzina Blaszków z Kiekrza.

### Mistrzowie Świata w klasie Słonka
| Rok  | Prowadzący                       | Klub                                                 |
| 1934 | William E. Bracey (USA)          | 1-Dallas                                             |
| 1935 | Perry Bass (USA)                 | 1-Dallas                                             |
| 1936 | Philip Benson Jr. (USA)          | 4-Sea Cliff                                          |
| 1937 | Arthur M. Deacon (USA)           | 3-Central Long Island Sound                          |
| 1938 | Charles Gabor (USA)              | 10-Lake Mohawk                                       |
| 1939 | Walter Hall (USA)                | 62-Corinthian                                        |
| 1940 | Darby Metcalf (USA)              | 90-Los Angeles                                       |
| 1941 | Darby Metcalf (USA)              | 90-Los Angeles                                       |
| 1942 | Charles Heinzerling (USA)        | 190-Gull Lake                                        |
| 1945 | Bob White (USA)                  | 94-Newport Harbor                                    |
| 1946 | Bob Davis (USA)                  | 94-Newport Harbor                                    |
| 1947 | Ted A. Wells (USA)               | 93-Wichita                                           |
| 1948 | Carlos Vilar Castex (ARG)        | 274-Club Náutico San Isidro                          |
| 1949 | Ted A. Wells (USA)               | 93-Wichita                                           |
| 1951 | Jorge Vilar Castex (ARG)         | 274-Club Náutico San Isidro                          |
| 1953 | Antonio José Conde Martins (POR) | 369-Vela Atlantico                                   |
| 1955 | Mario Capio (ITA)                | 712-Tugillio                                         |
| 1957 | Juan Manuel Alonso Allende (ESP) | 151-Real Club Marítimo del Abra y Real Sporting Club |
| 1959 | Paul Elvstrøm (DEN)              | 585-Copenhaguen                                      |
| 1961 | Axel Schmidt (BRA)               | 477-Saco de Sao Francisco                            |
| 1963 | Axel Schmidt (BRA)               | 477-Saco de Sao Francisco                            |
| 1965 | Axel Schmidt (BRA)               | 477-Saco de Sao Francisco                            |
| 1967 | Nelson Piccolo (BRA)             | 426-Rio Grande do Sul                                |
| 1969 | Earl Elms (USA)                  | 495-Mission Bay                                      |
| 1971 | Earl Elms (USA)                  | 495-Mission Bay                                      |
| 1973 | Félix Gancedo (ESP)              | 146-Real Club Mediterráneo                           |
| 1975 | Félix Gancedo (ESP)              | 146-Real Club Mediterráneo                           |
| 1977 | Boris Ostergren (BRA)            | 426-Rio Grande do Sul                                |
| 1979 | Dave Chapin (USA)                | 91-Island Bay                                        |
| 1981 | Jeff Lenhart (USA)               | 495-Mission Bay                                      |
| 1983 | Torben Grael (BRA)               | 159-Rio de Janeiro                                   |
| 1985 | Santiago Lange (ARG)             | 274-Club Náutico San Isidro                          |
| 1987 | Torben Grael (BRA)               | 159-Rio de Janeiro                                   |
| 1989 | Ricardo Fabini (URU)             | 506-Yacht Club Uruguayo                              |
| 1991 | Axel Roger (ARG)                 | 737-Club Universitario de Buenos Aires               |
| 1993 | Santiago Lange (ARG)             | 274-Club Náutico San Isidro                          |
| 1995 | Santiago Lange (ARG)             | 274-Club Náutico San Isidro                          |
| 1997 | Mauricio Santa Cruz (BRA)        | 159-Rio de Janeiro                                   |
| 1999 | Nelido Manzo (CUB)               | 22-Havana                                            |
| 2001 | Alexandre Paradeda (BRA)         | 426-Rio Grande do Sul                                |
| 2003 | Augie Diaz (USA)                 | 7-Miami                                              |
| 2005 | Augie Diaz (USA)                 | 7-Miami                                              |
| 2007 | Tomas Hornos (USA)               | 77-Winchester                                        |

### Wydarzenia

#### Mistrzostwa Polski
Wyniki uwzględniają tylko miejsca zajęte przez w pełni polskie załogi.
| Rok  | Miejsce         | Zwycięzca                            | 2. miejsce                            | 3. miejsce                               | Łódek |
| ---- | --------------- | ------------------------------------ | ------------------------------------- | ---------------------------------------- | ----- |
| 2022 | Poznań          | 29531 Jan Sibilski Bartosz Napierała | 30637 Dawid Marczak Bartosz Pędziński | 29894 Lukasz Sokołowski Piotr Sokołowski | 15    |
| 2023 | Górki Zachodnie | 29531 Jan Sibilski Bartosz Napierała | 30637 Dawid Marczak Bartosz Pędziński | 29973 Jakub Kulesza Ewa Kulesza          | 10    |